# 天主教巴拉-杜加薩斯教區
天主教巴拉-杜加薩斯教區（拉丁語：Dioecesis Barragartiensis），是巴西一個天主教教區，位於馬托格羅索州東部，屬庫亞巴總教區。
教區成立於1982年2月27日。2012年有教友159,500人，佔總人口78.2%。有十四個堂區、司鐸十八人。現任教區主教為普羅托耶尼斯·若瑟·盧夫特。